# バトルスピリッツ 少年突破バシン
『バトルスピリッツ 少年突破バシン』（バトルスピリッツ しょうねんとっぱバシン）は、トレーディングカードゲーム『バトルスピリッツ』を元にしたテレビアニメ作品。2008年9月7日から2009年9月6日まで名古屋テレビ（メ～テレ）の制作によりテレビ朝日系列で毎週日曜7時00分から7時30分に放送された。全50話。キャッチコピーは「カードはカードを超える！イセカイ界トオォォタルッ！」。

## 概要
カードダス生誕20周年を記念して2008年9月13日に販売開始されたトレーディングカードゲーム『バトルスピリッツ』の発売に先駆けて制作された『バトルスピリッツシリーズ』第1弾作品。劇中に本式試合を行うシチュエーションは、テレビ朝日系の日曜朝7時のアニメ枠では2003年制作の『クラッシュギアNitro』以来となる。
地上デジタルテレビジョン放送では16:9のハイビジョンサイズ、地上波アナログテレビジョンでは4:3サイズのサイドカット版で制作された。
基本的には小中学生男児がターゲットのカードバトルを主にしたアニメであるが、主要キャラクターのバシンとメガネコを中心とした恋愛要素や社会人の憂鬱、師弟憎悪、親友の裏切り、当初小学6年生だった主人公たちがリアルタイムで中学に進学、など、作中の登場人物達の成長を描いた人間ドラマも取り込まれている。中には主人公のバシン自体が出演しないエピソードや、カードバトル自体が行われないエピソードもある。
本作で行われるカードバトルは序盤がカットされており、10ターン目ぐらいや、たまに30ターン目から始まる場合がある。
監督の本郷みつるはサンライズ作品では『星方武侠アウトロースター』以来10年振りの参加。シリーズ構成に『交響詩篇エウレカセブン』でシリーズ構成を務めた佐藤大、スピリットデザインに『平成ウルトラマンシリーズ』で怪獣デザインを務めた丸山浩、音楽に大谷幸をはじめとするTVドラマ・特撮作品がらみの布陣が集結している。さらに、菱田正和、錦織博、寺岡厳の3名がそれぞれ1本ずつ、ゲスト絵コンテとして登板した。また、オープニング絵コンテには米たにヨシトモが担当した。サブライター陣には本郷との仕事が多い横谷昌宏をはじめ、竹内利光、佐藤の率いるストーリーライダーズの永川成基、武田無我の2名、そして中盤から野村祐一、菅正太郎などが参加している。各話演出は『デルトラクエスト』や『恐竜キング』の布陣を一部踏襲している。
キャスティングに関しては、主人公のバシン役には若手の田村睦心が起用された。メ〜テレがキー局のアニメの主役は今作以前はベテラン声優の起用が続いており、主演への若手起用は『Bビーダマン爆外伝V』以来約8年振りである。またスイレン役に高垣彩陽、ストライカー役に坂巻亮祐と、本郷が以前監督を務めた『デルトラクエスト』でも共演した声優が起用されるなど多くの若手、新人声優が登板している。
本作品中で使われる楽曲の発売元は、前番組『恐竜キング』のハピネットからランティスに交代した。なお、DVD製作は前作同様、ハピネットが担当した。また、及川光博がアニメ作品で初めてオープニングテーマを務めた。
過去の名古屋テレビ制作日曜朝7時枠のアニメ（一部除く）およびその前身勇者シリーズは2月開始、翌年1月終了という放送期間であったが、前番組『古代王者 恐竜キング Dキッズ・アドベンチャー 翼竜伝説』を半年ほどで終了させ、本番組より9月開始番組に切り替えられた。
放映開始から約8年後には、『サンライズフェスティバル2016 満天』にて本作の上映会が行われた。ゲストに本郷みつる、ギャラクシー渡辺、坂巻亮侑が招かれ、当時の裏話なども語られた。
2018年には、バトスピ10周年記念として、今作および『バトルスピリッツ 少年激覇ダン』『バトルスピリッツ ブレイヴ』の『アニメバトスピ3作「完全受注生産限定版ブルーレイ」』受注企画がスタート。期間中に、受注数が一定以上となれば、Blu-ray BOXの発売が決定する予定だったが、本作は受注が集まらず、発売は断念となった。
2023年10月27日より2024年10月4日まで、YouTube「BN Pictures チャンネル」にて毎週1話ずつの全話無料配信を実施。

## 世界観
本作の世界では、現実の世界とは比較的に異なる歴史および技術発展を歩んでいる近未来の世界である。ここでは世界的に知られる有名ブランドであるバトルスピリッツが老若男女、年齢を問わず、特に高学男児に流行している。その他に一般自動車や商用、営業車などにAIを搭載したナビゲーターが兼ね備えており、プログラム形式で自動運転する観光バスも存在する。

## あらすじ
通称「バトスピ」と呼ばれるトレーディングカードゲーム「バトルスピリッツ（以下バトスピ）」が世界的に知られ、熱狂的な人気を集める世界。バトスピ全国大会の決勝戦が行われ、天才カードバトラー・Jと素顔を仮面で隠すカードバトラー少女・スイレンとの一騎討ちが行われていた。白熱のバトルはJが勝利を収め、決勝戦は幕を閉じた。
ある日、バトスピ大好き少年馬神トッパ（バシン）は、Jと街で偶然遭遇しバトルを挑む。バシンは敗れるものの二人のこの運命的な出会いがきっかけとなり、バシンが持つペンダント、『輝石』に秘められた不思議な力によって、「イセカイ界」と呼ばれる異世界に行くことができることを知り、「スピリット」たちを実際に召喚してカードバトルができる特別なカードバトラーとしての能力を手に入れた。
その後バシンは、学校で噂になっている伝説のXレアカード（エックスレアカード）が存在することと、それらを全て揃えたとき、伝説の最強王者との戦いが実現することを知った。同じように輝石を持つJ、スイレンなどのカードバトラーたちと、Xレアカードを巡って、激しいカードバトルを繰り広げていく。
やがてバシンはJやスイレン、ストライカー、さらにメガネコとキョーカといった同じ運命を課せられた仲間たちとともに、いくつかの困難を「正面突破」で乗り込んでゆき、そして謎の巨悪へと立ち向かう。

## 登場人物

### 輝石のカードバトラー
それぞれ各色の輝石を持ち、イセカイ界でスピリットを召喚させカードバトルができる特別な力を持つバトスピカードバトラー。スピリッツたちの心を通わせる。その力を人目につかないように秘密にしている。現在その詳細は謎に包まれている。ハイランカーパスはバシン、J、スイレン、ストライカーのみが所有できている。
バシン / 馬神トッパ（ばしん トッパ）
声 - 田村睦心
主仕様カード：赤属性
所有輝石色：紅蓮（赤）
所有Xレアカード：龍皇ジークフリード、暴双龍ディラノス、巨神機トール、英雄巨人タイタス、機動要塞キャッスルゴレム、聖皇ジークフリーデン
本作の主人公。バトスピが大好きな少年。開始当初は小学6年生で、第29話より進級して中学1年生になった。8月生まれの12歳。東京都トアル市トアル区出身。寝癖の赤髪と釣り目が特徴。「正面突破で○○トウォォタル！」、「イセカイ界トオォォタル！」が口癖。イメージカラーはレッド。他の登場人物からは苗字で「バシン」と呼ばれ、母親からも苗字で呼ばれることがある。赤のカードを主に使用するが、青のカードが登場してからは青のカードを組み込んだり、デッキ枚数を増やすなど青の対策を施している。
心優しく、友達と母親思いで、決して悪い嘘は吐かない明るく素直な性格。強い正義感の持ち主だが、失敗することもしばしば。脳天気なところがある。お人好しで人懐っこい。たとえ裏切られてもそれでも仲間を信じたいという強い信念を持っている。率直過ぎるため誤解を招くことがあるが、明るく物怖じしない性格からJやスイレンといった強者カードバトラーたちと交流できるきっかけとなる。正面ばかり見ているせいで人を（主にメガネコを）傷つけることがしばしばある。スポーツ万能で足が速いが、その反面勉強は不得手で特に世界や日本などの地図において場所の位置と方向、距離を根本的に間違えるほど地理が苦手。居眠りの常習犯。さらにはカードセンセ曰く「遅刻魔」だと冗談交じりで語っている。ダンスが上手く踊れないリズム音痴でもある。
自身は気づいてはいないが若干幼馴染のメガネコのことを意識している。父親の形見である赤のペンダント（輝石）を肌身放さず持っている。ある日街中でJと出会い勝負を挑む中で輝石の力を手に入れ、覚醒する。
現在の家族構成は母親のハヤ美とネズミのアイボウとマンションで2人+1匹暮らし。父・トーハはバシンが幼いころに突然「天下トータル！」と叫んで失踪し、消息不明となっている。そのショックで現在での明るい性格とは裏腹に人見知りで友達ができない孤独な過去を持つ。様々な人間と出会い、バトルを通じて一人の人間として成長していく。
サウスピ団との決戦ではJとタッグを組みスマイルとギャラクシーセブンに勝利。その後、No.9と戦い激戦の末聖皇ジークフリーデンを使用することで勝利した。ウチュウチョウテン王との戦いでは仲間たちからXレアカードを託され激闘を繰り広げ、激神皇カタストロフドラゴンを撃破して勝利。最終決戦後、アメリカに留学するJを見送り、数か月後には電話で会話した後、イセカイ界でJにバトルを申し込む。
2016年放送の『バトルスピリッツ烈火魂＜バーニングソウル＞』の第39話で登場。「龍皇ジークフリード（リバイバルVer）」をキースピリットにしており、「戦国龍ソウルドラゴン」と「剣豪龍サムライ・ドラゴン・天」を持つ烈火幸村とのタッグで、3体の「魔界七将デスペラード（リバイバルVer）」がキースピリットであるナゾオトナに立ち向かった。
J / ジュリー澤ラギ（ジュリーさわラギ）
声 - 三宅華也
主仕様カード：白属性
所有輝石色：白夜（白）
所有Xレアカード：要塞皇オーディーン、巨神機トール、魔龍帝ジークフリード、聖皇ジークフリーデン
天才カードバトラーで「バトスピ界の貴公子」という愛称の名を持つ少年。フィンランド人と日本人のハーフでフィンランド出身、京都育ち。バシンと同学年で12歳。財閥サワラギグループの長男で東京都トナリ市トナリ区在住。バシンのライバル的存在でよき親友。バトスピ全国大会優勝の経歴を持ち、その実力はウチュウチョウテン王への挑戦を申し出る権利を握ると言われるほどの力を持っている。そのため彼の実力を利用しようとする者がいる。バシンたちからは「J（ジェイ）」と呼ばれている。本名はジュリーだが、その名で呼ばれることを嫌う。プラチナプロンドの髪、純白の服にマントをあわせているのが特徴。赤い石をあしらった指輪をしている。バトルで勝利後の口上は「チェックメイト（Check mate）」。イメージカラーはホワイト。
一見女性と見間違えるほどの美少年。常にクールで真面目で物静かな性格。良くも悪くも少しキツイ言葉を発してしまう時がある。また、会話中たまに丁寧語を使うときもある。容姿端麗で成績優秀、運動神経も良く、女子からの人気が高い。ファンなどからは美少年と評されている。責任感が強く、妹思いの優しい性格だが、かなりのシスコン。母親や叔母に対して甘えん坊な一面も。甘えん坊な時になると京都弁を発することがある。ひとつのことに夢中になりすぎると熱を出すというデリケートである。時折ダジャレギャグを使うというユーモアもある。また、「美少年」と自ら称するという一面もある。
出会った当初には同じ力を持つバシンに対し関心は薄かったが、バトルなどを通じて次第に打ち解けていき、ライバルと認知し、友情が芽生えていく。当初からはバシンを「バシンくん」と呼ぶが、物語が進むうちに「バシン」と呼び捨てで呼べるほど親密となる。
後に父キアノがサウスピ団と暗躍していると知り、仲間であるバシンたちには秘密で単独で組織を捜査する。スマイルが密かにJに近づきサウスピ団のメンバーに勧誘される。やがてウチュウチョウテン王を倒し輝石の力をもっと知るために過去、家族、名もを捨て、ジャックナイトという名を使い、ナンバーズエリートNo.11としてサウスピ団に入団し、バシンたちと対立してしまう。それから退団するまでは黒衣装を身に纏い、紅蓮のXレアである魔龍帝ジークフリードを多用した。京都でのバトスピ大会ではNo.9の指示でバシンとのバトルをボイコットしたが、キアノのバトルやファンの声援に動かされてバシンとバトルすることになる。その後、バシンとのバトルに敗北し、彼の信じる優しい気持ちにより改心し、キアノとの和解を経てサウスピ団を退団する。
サウスピ団との決戦ではバシンとタッグを組みスマイルとギャラクシーセブンに勝利。その後、バシンと別れてイセカイ界ドームのコントロールルームを目指す際にNo.9に操られたマスク人間にマスクをつけられそうになるが、スピードスター（ハヤ美）に助けられる。スピードスターやアイボウたちと共にコントロールルームのシステムを破壊し、ストライカーをはじめとする拘束されていた仲間やマスク人間にされた人々を救った。
最終決戦後、エリオットが設立したバトスピ学校に通うためにアメリカに留学した。数か月後には電話で会話した後、イセカイ界でバシンにバトルを申し込む。
スイレン / マイサンシャイン
声 - 高垣彩陽
主仕様カード：紫属性
所有輝石色：藍紫（紫）
所有Xレアカード：魔界七将デスペラード、魔界七将デストロード
バシンと同学年で12歳。正体を隠し、仮面をつけているバトスピカードバトラーの少女で、その奇妙なファッションと紫のカードを主に使うことから「謎の美少女カードバトラー」、他に異名「ミステリアス・ガール」とも呼ばれている。ハワイ出身。「ごめんなさいね〜」が口癖で、ツンデレでもある。イメージカラーはパープル（スイレン） / ピンク（マイサンシャイン）。
その正体は「マイサンシャイン」と名乗る美少女天才アイドルアーティストで、シンガーソングライターでもある。子供から大人まで、またバシンをはじめ、バトスピカードバトラーたちからも絶大なる人気を博している。アイボウ曰く、動物たちにも大人気だそうである。アイドルとしてはハートマークがシンボルで、着る衣装にはよく胸の位置にハートマークが付いており、目の瞳部分にハート柄があるのが特徴。アイドル歌手だけでなく、舞台女優、タレントなど分野問わず幅広く活躍する。コンサートなどでファンや民衆の前では素顔でピンク色の髪で登壇するが、バトルを行う時やコンサート会場などからこっそり逃げ出すために髪を紫に染め、仮面をつけて変装したり、スイレンの髪のままだった場合のときはマイサンシャインのカツラを使用している。
基本的に彼女は社交的かつ明るくお転婆な美少女でミステリアス。純情派で人を思いやる気持ちがあり、友達思い。心の中では民衆のために歌を歌いたいという心優しさを秘めている。童話やファンタジーを好む。サーフィンが得意。柔軟性と身体能力が特に高いため水泳と新体操が得意。アイドルとしての威厳はしっかり持っているため、意地っ張りで負けず嫌い。少々ワガママな一面もあるが、基本的に心根は優しい少女。寂しがりやな一面もあるが、物語が進んでいくうちにメガネコとキョーカとは大の仲良しとなる。度々ハヤ美と接触する機会があり、いろいろな話や悩みを相談するなど仲が良くなっている。第44話では、ハイレグの競泳用水着姿を披露している。
マイサンシャインとしての普段は、純粋でおしとやかな性格であるが、仮面をつけ、スイレンへと変身するとクールで強情で勝気で物怖じしない厳しい性格へと一変し、テンションが上がった状態になる。小悪魔的でかなりのお調子者になるためバトル中つい女王様気取りで高飛車な態度をとってしまうことがある。それが災いの一部として「おばさん」呼ばわりされ、精神的に追い込まれた時期があった。マイサンシャインの状態でも時折スイレンの性格がはみ出ることがしばしばある。
藍紫の輝石は夜での海底で偶然拾ったとのことで、さらに自分の歌を世界に広めるために日本へとやってきたと言っている。過去と思わせる描写が一瞬だけ描かれていたことが一度だけあり、なぜ彼女はアイドル歌手として、輝石のカードバトラーに目覚めていったのか結局詳しく語られることはなかった。
第27話からは中学生となり、Jと同じくトナリ中学校に通う。また、同時期にマイサンシャインとしての衣装が変更された。アイドルの仕事が多忙のため勉学はあまり恵まれていない。
中学に進学する前まで事務所の都合によりバトスピをやらせることは許されなかったが、事務所の交渉が成立し晴れてバトスピ解禁となった。マネージャーはイメージのため黄属性のデッキを勝手に用意して使わせる。本人は当初から紫デッキ一筋で行うため少し不満を感じる。しかしその後別色類のデッキと組み合う楽しさに気づき、それ以来、紫と黄とコンボするデッキを使うようになる。
サウスピ団との決戦ではストライカーとタッグを組んで戦うも、No.9の魔龍帝ジークフリードの前に敗北。No.9によって拘束され生命エネルギーを吸い取られるもJとスピードスターに助けられる。救出後は魔界七将デストロードをバシンに託し、彼のバトルを見守った。最終決戦後、自分のコンサートでストライカーを意識しているような描写が描かれている。
第27話からはメガネコと一緒に、アバンタイトルの注意事項ナレーションを担当している。
ストライカー / ノ原カケル（ノはら カケル）
声 - 坂巻亮祐
主仕様カード：緑属性
所有輝石色：深緑（緑）
所有Xレアカード：キングタウロス大公、蛮騎士ハーキュリー、大甲帝デスタウロス
バシンと同学年で12歳。爽やかなサッカー少年。東京都トアル市トアル区出身。イメージカラーはグリーン。
バシンの親友でややがっちりとした身を持つ穏やかな性格の少年。リーゼントが特徴で、父と弟たちもリーゼント。家族構成は父と母と下に4人の弟とオウムのキャップの7人+1羽家族。家事全般が得意で弟たちをしっかり世話するほど面倒見がよい。反面、妄想癖があり、感情の起伏が激しく思い込みも強い。そのため、気合を入れすぎて突っ走った挙句に失敗することがある。そのため、ペットたちからは「頭の中はサッカーボール」、もしくは「ピンポン玉」と評される。夢の中で妄想をするという器用なこともしている。スポーツはできる方だが、泳ぎは不得意で海やプールなどでよく浮き輪を用いる。勉学はあまりよろしくない様子。マイサンシャインの熱烈なファン。また、重度のマゾヒストであり、マイサンシャインからヘッドロックをかけられたい、マイサンシャインの尻に敷かれたい（文字通りの意味で）などの願望を持っている。
トアル小一のエースストライカーとして当初サッカーが得意で将来はプロのサッカー選手を目指し、家族をはじめとする周囲の人間たちに多く期待されていたが、以前から足に持病を抱えており、サッカーを続けたら歩くことすらできなくなるとJの主治医に宣告され、やむを得ず夢を諦めた。悲観と途方にくれるがハヤ美の励ましにより、バシン同様バトスピを始める。主にハヤ美に師事し、その楽しさを開花しバトスピカードバトラーとなった。その後ふとしたことから緑の輝石の力を手に入れる。バトスピカードバトラーとしての成長は目覚しくかなりの実力を持つようになり、Xレアカードとハイランカーパスを手に入れチャンピオンシップに出場し、早い時点で頭角を現す。チーム対抗戦ではサッカーの経験を生かし、チームをうまく纏める。
中学に進学した後、メガネコと同じクラスとなる。
サウスピ団との決戦ではスイレンとタッグを組んで戦うも、No.9の魔龍帝ジークフリードの前に敗北。No.9によって拘束され生命エネルギーを吸い取られるもJとスピードスターに助けられる。救出後は蛮騎士ハーキュリーをバシンに託し、彼のバトルを見守った。
メガネコ / 音無フミコ（おとなし フミコ）
声 - 神田朱未
主仕様カード：黄属性
所有輝石色：黄道（黄）
所有Xレアカード：大天使ミカファール、大天使ヴァリエル、幻獣王リーン
バシンと同学年で12歳。バシンに思いを寄せる少女。東京都トアル市トアル区出身。あだ名は「メガネコ」で、眼鏡をかけていたことに由来する模様。友達だけでなく、教師や祖父からもメガネコと呼ばれている。イメージカラーはイエロー。
少しのんびり屋な天然系でおとなしく健気な性格で少し泣き虫。本人いわくとろろ昆布の髪質である。料理や裁縫などの文化系の科目が得意。バシンのガールフレンドで小学校低学年の時からの幼馴染。バシンとは仲が良く、学校に登校するときなど一緒にいることが多い。いつも優しく接してくれるバシンに好意を寄せており、恋心を抱いている。将来の夢はバシンの嫁になることである。少々おっとりとしているため、たまに彼に忘れられて置いていかれることもある。洞察力が優れており、カードセンセやジーサンの正体を誰より早く気づいている。家族構成は祖父と愛犬のナナリンの2人+1匹家族で、自宅で営んでいる古本屋を時々手伝っている。両親は救済支援のためにアフリカへと渡っている。
マイサンシャインの大ファンで、彼女に憧れを抱いている。同時に彼女を尊敬しており、物語が進むうちに彼女との仲は進展してゆく。さらにキョーカとも仲良しになり、タックバトルでよくキョーカと組むことが多い。
当初はバトスピを行わない普通の少女で、バシンを応援していたが、輝石のカードバトラーたちとの交流が深くなったバシンとのすれ違いが多くなり、一時そのことにコンプレックスを感じバシンと喧嘩してしまう。バシンと仲直りしてもっと分かち合うためにカードセンセに弟子入りし修行の末に黄色のカードを使用するカードバトラーとなる。
春のチャンピオンシップに謎の仮面カードバトラー・キイロコとして初出場する。この際には、スイレンと色違いで形状が同じ衣装を着ていた。予選においてスマイルを下し、本戦でバシンを一時追い詰めるなど、初心者ながらカードバトラーとしての非凡な才能を見せる。チャンピオンシップ終了後、輝石のカードバトラーとして覚醒し、バシンと仲直りすると同時に真の意味でバシンたちと仲間入りを果たした。
小学校時代は特徴的な丸眼鏡をかけていて、卒業後はメガネを外しコンタクトレンズをつけている。コンタクト時には、瞳の中央に「日」の字のような形の光沢がある。コンタクトレンズに換えた際、バシンから呼び名を変えるかどうか聞かれたが、そのままで良いと本人が言ったため眼鏡をかけなくなってからもメガネコと呼ばれている。
小学校ではバシンと同じクラス。中学ではバシンとは別のクラスで、ストライカーと同じクラスになった。
サウスピ団との決戦ではキョーカとタッグを組んで戦うが、相手がNo.3とNo.10だったことで戦意を喪失し、バトルの描写が無いまま敗北。No.9によって拘束され生命エネルギーを吸い取られるもJとスピードスターに助けられる。救出後は大天使ヴァリエルをバシンに託し、彼のバトルを見守った。
第26話までは一人で、第27話からはマイサンシャインと一緒に、アバンタイトルの注意事項ナレーションを担当している。
キョーカ / 澤ラギキョーカ（さわラギ キョーカ）
声 - 西村麻弥
主仕様カード：赤属性→青属性
所有輝石色：青嵐（青）
所有Xレアカード：要塞皇オーディーン、超獣王ベヒードス、英雄巨人タイタス
第5話より初登場。バシンと同学年で12歳。サワラギグループの令嬢でJの双子の妹。Jと同じくフィンランド人と日本人のハーフでフィンランド出身、京都育ち。イメージカラーはブルー。
おおらかな性格で京都弁を話す。Jと同じくプラチナプロンドの髪で、独特の髪型が特徴。当初は母親のミヤコと一緒に京都に住んでいたが、後に母親とともに東京に移る。Jと行動をともにすることが多く、彼を「おにい」と呼び慕っている。当初からは一般人としては輝石のカードバトラーとしての兄のJの力と愛猫のお京の正体を知る唯一の少女。勉学は優れており、常にトップで独走する優等生でそのあと私立トナリ中学校を首席で進学する。その後、同じ中学校に通うマイサンシャインとは親友となって接している。さらに物語が進むうちにメガネコとも仲良しになる。タックバトルではよくメガネコと組むことが多い。Jと同じく真面目だが、自身が美少女だということを自覚しており、中学で乙女の眼差し攻撃をするお色気を使い、マナブをバトスピ部に入部してもらおうと誘惑するという少しズル賢さがある。本人いわく、目立つのはあまり好きではないというシャイな一面も。
当初、紅蓮の輝石を持つバシンに興味を持つ。あまり友人がいない兄のためにバシンとよい関係に築き上げようとするなど彼をサポートし、彼の妹として支える。互いに打ち溶け合っていく兄とバシンの2人を応援するかのように静観して見守る。その後メガネコと同時期に春のチャンピオンシップで本格的にバトスピデビューを果たす。このときのカード属性はバシンと同じく赤属性を使う。
中盤に入ってからは重要キャラクターとして描写されるようになる。兄、Jがサウスピ団に突然入団し、彼が過去と家族を捨てたことにショックと悲しさを抱く。サウスピ団が出るバトスピ大会の交流戦で鬼畜化したJを止めることができず、カードバトラーとしての実力の無さと弱さに責任を感じ、自分も力が欲しいと懇願した結果、カードセンセから青嵐の輝石を一時預ける形で渡される。兄を救うべく最強カードバトラーを目指すことを誓う。その後、夏のチャンピオンシップチーム戦の決勝戦で中ケンとなり、No.9と対峙し苦戦するがバシンたちの声援やカードセンセから託された輝石が支えとなり、No.9を打ち破り初勝利を手にした。そして輝石が自身へと覚醒した。その後No.9が画策する野望を阻止するため、帰国したカードセンセにバシンたちとともに戦いたいと志願し、改めて青嵐の輝石を託された。終盤時点でようやく、真の意味で輝石のカードバトラーたちの仲間入りを果たした。
サウスピ団との決戦ではメガネコとタッグを組んで戦うも、相手がNo.3とNo.10だったことで戦意を喪失し、バトルの描写が無いまま敗北。No.9によって拘束され生命エネルギーを吸い取られるもJとスピードスターに助けられる。救出後は英雄巨人タイタスをバシンに託し、彼のバトルを見守った。ゲーム版『バトルスピリッツ 輝石の覇者』では出番は無し。

### 馬神家
ママ / 馬神ハヤ美（ばしん ハヤみ）
声 - 川上とも子→木村亜希子（32話 -）
バシンの母親。「ママ・ザ・スピードスター」という愛称の名で知られる美人タクシードライバーで、町内では有名。プロ並のドライビングテクニックを持っている。愛車は自家用のタクシー「スピードスター号」。バトスピに関しての指導力が高く、バシンにバトスピを教えてくれた師匠でもある。
しっかり者で時には優しく、時には叱る理想的な母親である。本人いわく大の野菜嫌いだが、バシンには「健康のため」と言って自分は飲まない野菜ジュースを飲ませている。バシンを普段は「バシン」「少年」と呼んでおり、名前で「トッパ」と呼ぶのはまれである。バシンが幼い時にトウハが失踪して以来、女手一つで彼を育て上げ、今でも彼を温かく見守っている。若干親バカな所もある。ペットのアイボウの正体は知られていないと思われていたが、実際にはかなり以前からバシンとアイボウの口喧嘩などで知っていた模様。
幼い頃はろくに勉強ができず、毎日遅刻する元気だけが取り柄の悪ガキ少女だったらしい。以前は「スピードスター」という異名を持つ、スイレンのような仮面をしたカードバトラーだった。
最終決戦の際にイセカイ界ドームに乗り込みJの窮地を救う。その後、Jと協力して拘束されていた仲間やマスク人間を解放し、バシンのバトルを見守った。
スピちゃん / パパナビ
声 - 志村知幸
ハヤ美が使うスピードスター号の車内に搭載されるAIパートナーナビゲーター。キザな台詞を発する。アイボウの正体を知っている。美人の女性に弱い。ダッシュボードの下にデッキを所有しており、一度だけアイボウに貸したことがある。
馬神トーハ（ばしん トーハ）
声 - 志村知幸
バシンの父。冒険家。バシンが幼い頃に行方不明となった。息子のバシンを「相棒」という愛称で呼ぶ。息子のバシンからは「親父」と呼ばれている。
ウチュウチョウテン王の正体であり、かつてスピードスターとのタッグでは無敵だった。
輝石に操られてしまうがバシンとの戦いで解放される。最終決戦後は再び旅に出た。

### トアル町
カードセンセ / 川戸キョーヂ（かわと キョーヂ）
声 - 北沢力
所有輝石色：青嵐（青）→のちにキョーカへ譲渡
所有Xレアカード：大天使ミカファール、大天使ヴァリエル、英雄巨人タイタス
トアル小学校の教師で6年1組、バシンとメガネコの担任。30代前半。バシンのよき理解者。
アパート暮らしの貧乏青年で普段でも青いジャージを身に纏っており、俗に言う熱血教師であるが少々抜けたところがある。生徒たちからの人気が高い。生徒受けはよく、バシンを一人前にするために奮闘したり、メガネコの心の悲しさを見抜いたり、生徒の悩みにすぐ気づいたりと教師らしさは持っており、時折それを覗かせる。そのため生徒であるバシンやメガネコたちからの信頼は厚い。バトスピが趣味でその技術は計り知れない。ハヤ美に好意を抱いており、積極的に交流を深めようと接し、アピールするが空回りが多い。マイサンシャインの隠れファンでもある。
その正体は青の輝石を持つカードバトラーにして、No.5のコードネームで活動していたサウスピ団のメンバーである。No.8とは恋人同士で、彼女からは「キョーチン」と呼ばれていた。かつてサウスピ団の新入りなどの指導、教育係に当たっていた。弟子筋であるスマイルとの勝負に敗北し、スマイルから「あんたの優しさで負けたのだ」といって自身の前から立ち去り、その後彼が死んだと聞き、そのことに責任を感じサウスピ団から姿を消した。退団扱いはされていなかったが、それによりメンバーからは「負け犬」、「臆病者」と評される。
その後はトアル小学校の教諭として活動。バシンたちの輝石の力が覚醒し、活動を開始するとウチュウチョウテン王からバシンの監視役の密命を受ける。彼らのやり方に疑問と不満を抱き、その後サウスピ団を正式に退団しバシンたちが小学校を卒業した後、トアル小学校を離れぐらぐりとともに再び姿を消す。失踪後は髭を生やしていてバシンやストライカーですら分からなかった（その後は髭を剃っている）。また、キョーカに青の輝石を渡した。
No.9がサウスピ団を裏切った際にNo.8とバトルをし勝利。No.8と和解した。その後はイセカイ界ドームに乗り込みNo.9に一矢報いようとしたが、セビローズに囚われてマスク人間にされた。しかしJとスピードスターに助けられ、バシンとNo.9のバトルを見守った。
最終決戦後はトナリ中の教師に赴任した。
ぐらぐりによると自身の下で指導を受けた弟子たちは主仕様に黄属性を選ぶことが多かった。そのうち弟子筋であるスマイルとメガネコも主仕様に黄属性を選んでいる。
バイト君 / 村井ロクロータ（むらい ロクロータ）
声 - 勝杏里
トアル町バトスピセンターで働く青年。バシンと仲が良い。後にトアル町バトスピセンターを離れて正式にサウスピ団入りし、ナンバーズエリートを目指す。だが、NO.9の策略によりマスク人間にされる。サウスピ団解散後は再びバトスピセンターに戻った。
バイトさん
主仕様カード：白属性
声 - 大本眞基子
バイト君の後任として配属された女性店員。インディアンカットの黒髪が特徴。バシンとメガネコとは顔なじみで、バシンと同じ団地に住居している。バシンとメガネコにとってはよい姉貴分である。幼い頃のバシンのベビーシッターをしていた。
No.9がサウスピ団を裏切った際にマスク人間にされる。その後、メガネコとバトルをし勝利した。最終決戦後はバトスピセンターに戻っている。
ジーサン（おじいさん） / 音無奇譚（おとなしきたん）
声 - 土屋トシヒデ
所有Xレアカード：カイザーアトラス皇帝、幻獣王リーン（後にメガネコに進呈）
メガネコの祖父で保護者。奇譚堂という古本屋を経営している。
その正体はNo.10で、ウチュウチョウテン王から一番の信頼を受けたナンバーズエリートでもある。メガネコに正体を知られ自身の秘密をかけて勝負するもメガネコの成長を認めた上で敗北する。
No.9がサウスピ団を裏切った際にNo.9とセビローズに捕らえられてしまい、マスク人間にされる。しかしJとスピードスターに助けられ、バシンとNo.9のバトルを見守った。
No.9敗北後、No.9の師匠筋にあたる ことが判明。No.9を鼓舞激励した後、バシンとウチュウチョウテン王のバトルを見守った。

### サワラギ財団
キアノ・S・澤ラギ（キアノ・スティーブン・さわラギ）
声 - 掛川裕彦
主仕様カード：青属性
所有Xレアカード：凍獣マン・モール、機動要塞キャッスル・ゴレム
サワラギグループの総帥にしてJとキョーカの父。フィンランド人。実業家であり、バトルスピリッツバトルシステム開発主任。密かにサウスピ団に接触し、知人であるエリオットとともに暗躍している。バトスピではJを倒すほどの実力を持つ。トーハとは昔バトスピを行った仲らしい。
トナリ中学校を買収し、エリオットと共にJの監視を始める。また、サウスピ団にも加入し、No.3のコードネームを得る。Jのサウスピ団入団後は彼にサウスピ団を離れるように言っているが、当の本人からは拒否される。
京都で行われたバトスピ大会ではNo.9の策によりバシンとバトルすることになる。バシンを追い詰めたが敗北し、彼に感化されてサウスピ団を退団しJとも和解した。
No.9がサウスピ団を裏切った際にはエリオットと共にNo.9の元へと赴くが、エリオットがNo.9に敗北したことでNo.9に捕らえられてマスク人間にされた。しかしJとスピードスターに助けられ、バシンとNo.9のバトルを見守った。
ウチュウチョウテン王との最終決戦の際に、自身がキアノ兄妹として有名なカードバトラーだった過去を明かした。
澤ラギミヤコ（さわラギ ミヤコ）
声 - 進藤尚美
Jとキョーカの母。京都の名家の出の女性である。Jを「Jちゃん」と呼び溺愛しているが、本人はその呼び名で呼ばれるのが恥ずかしくやや否定的である。心配性でJを心配するがそれでも母親として耐えて暖かく見守る。バトスピをめぐってJと喧嘩したこともあったが、Jの考えを認める。
最終決戦ではイセカイ界ドームの外からJとキョーカを見守っていたが、マスク人間が解放された際にドームの中でバシンのバトルを見守った。
叔母
声 - ゆかな
キアノの妹でJとキョーカの叔母。ミヤコから見て義妹（小姑）に当たる。フィンランド人の女性。本名は不明。
グループには参加しておらず、フィンランドの古城に隠居している。Jから懐かれている反面でキョーカには快く思われていない様子。長年音信不通だったため、死んだと思われていた。カードバトラーであり、輝石の力を持っているようである。実はキアノ兄妹として有名なカードバトラーだった。
運転手
声 - 麻生智久
サワラギ家の執事。主にJのお世話係で、リムジンで送り迎えをしている。宿命を背負っているJたちを暖かく支えてくれている。
最終決戦ではイセカイ界ドームの外からミヤコといっしょにJとキョーカを見守っていたが、マスク人間が解放された際にドームの中でバシンのバトルを見守った。

### 芸能事務所
マネージャー
声 - 笹田貴之
マイサンシャインのマネージャーでかなりの慌てものである。天然パーマが特徴。時折マイサンシャインと仕事をめぐって対立することもある。

### トアル中学校
渡辺ナナ男（わたなべ ナナお） / セブン / ギャラクシーセブン
声 - 岸尾だいすけ
主仕様カード：青属性
所有Xレアカード：英雄巨人タイタス、機動要塞キャッスルゴレム
トアル中学校バトスピ部の部長。ナゾオトナについて調べており、その過程でナゾクーカンを見つけた。普段は気弱な性格をしているが、「ギャラクシーセブン」に変装する際にはハイテンションになる。バトルでは青のカードを使用。
今までギャラクシーセブンとしてバトルすることで部員を完膚なきまでに敗北させてしまうため、それが原因で部員が自信を失ったり、怒り心頭に発したりでことごとく辞めていったが、バシンたちから「セブン先輩」と呼ばれて気に入られたことで、部活動を再開させる。
実はサウスピ団のナンバーズエリートでNo.7のコードネームを持つ。バシンと出会い英雄巨人タイタスをお守りとして託した後、ギャラクシーセブンとしてバシンとバトルするも敗北。試合後、機動要塞キャッスルゴレムを進呈する。
No.9がサウスピ団を裏切った際もサウスピ団にいたが、No.9の手でマスク人間にされている。しかしスマイルの手でマスクを外されギャラクシーセブンとしてバシンとJのタッグに挑むも敗北。No.9に拘束されたが、Jとスピードスターに助けられ、バシンのバトルを見守った。この時はナナ男の姿になっている。
バトスピの名人、ギャラクシー渡辺がモデル。

### 私立トナリ中学校
Jとキョーカ、マイサンシャインが通う私立中学校。バシンたちが通うトアル中学校とは正反対に中世ヨーロッパ風なデザインな建物が特徴。制服はブレザータイプ。キアノとエリオットが共謀してトナリ中学校を買収すると同時に芸能部を設立し、澤ラギ兄妹とマイサンシャインが入る。Jたちが入学するまでバトスピ部が存在せず、その後マイサンシャインとキョーカが中心に立ち、バトスピ部を結成する。
キリ島セツ子（キリしま セツこ）
声 - 福圓美里
トナリ中生徒会の生徒会長。厳格で真面目な性格。生徒会長でありながら校長を上回る権力を持つ。黒縁メガネと三つ編みおさげが特徴。バトスピ部結成の際にマイサンシャインと対立するも、最終的には部の結成を認めた。現在は部員の一人として活動している。マイサンシャインとも打ち解けあっているが、成績優秀であるキョーカをライバル視している。
マナブ
声 - 羽多野渉
トナリ中生徒会の副会長。常に生徒会長のセツ子と行動をともにしている。キョーカの勧誘でバトスピ部結成の際にバトスピ部の6人目の部員となる。同時にキョーカに好意を寄せる。

### カードバトラーのペットたち
輝石のカードバトラーであるバシンたちが飼うペットの動物たち。いずれも全てそれぞれ各色の輝石がついている。イセカイ界の扉を開く役目とする。彼らの正体を他の周囲の人間に知られないように普通の生き物に戻ることもしばしばある。
最終決戦の際に輝石の力が失われ喋れなくなるが、最終決戦後に再び喋れるようになった。
アイボウ
声 - 中川里江
バシンの飼っている雄の白ネズミ。
紅蓮の輝石の力が宿り、言葉を喋ることができる。ガサツで少々生意気な口を叩くが悪い性格ではなく、バシンに助言してくれる。キノコ類が好物。悪戯好きなところがある。ハヤ美からは「アイボウちゃん」と呼ばれ、懐いている。メガネコからは「アイボウくん」と呼ばれている。バシンとは時折喧嘩はするが基本的には仲が良い。本来ネズミはネコを天敵としているため、お京とは犬猿の仲で、しばしば追い掛け回される。学校行事に興味がある。古典的な扉の鍵穴を尻尾で開けられるという並外れた器用さがある。放送終了から6年4ヶ月後の『バトルスピリッツ烈火魂』では新春企画スペシャルにて再び登場。
「バトスピ講座」でお京といっしょにバトスピに関しての解説を担当。
お京（おきょう）
声 - 木村亜希子
Jの飼っている愛猫で、黒の雌ネコ。
白夜の輝石の力が宿っており、言葉を喋ることができる。Jへの忠誠心が厚く、彼に気にかける乙女チックな性格。アイボウとは犬猿の仲で、ほぼ獲物的に追い掛け回すこともしばしば。自分が猫なのに、アイボウとピンクに対して「泥棒猫」と呼んだことがある。さらにはキャップやナナリンに対しても呼んだことがある。
キアノがサウスピ団と暗躍し、Jが仲間であるバシンたちには秘密で単独で組織を捜査することを知り、「クイーン」という名を使い、サウスピ団にNo.11としてメンバー入りしたJについていく。その後サウスピ団を脱退したJとともに仲間たちへと戻る。
「バトスピ講座」でアイボウといっしょにバトスピに関しての解説を担当。
キャップ
声 - 笹田貴之
ストライカーの飼っている愛鳥のオウム。
ストライカーがバトスピをやり始めた直後に突然、深緑の輝石の力が宿り、それまで片言の日本語しか発しなかったが達者的に言葉を喋ることができるオウムへと変貌。以来相棒としてストライカーを助言し支える。
ナナリン
声 - 福圓美里
メガネコの飼っている愛犬のチワワで老犬の雌。メガネコがカードバトラーとして覚醒した後、黄道の輝石の力が宿り、喋ることができるようになった。「ほほ」が口癖。
ピンク
声 - チョー
スイレンの飼っているカメレオン。
藍紫の輝石の力が宿っており、言葉を喋ることができる。オカマのような喋り方をする特徴があるが、二重人格のようで主にカムフラージュをするときにかなり渋い声とハードボイルドなクールガイな性格に変わる。マネージャー気取りでマイサンシャインを影で支えている。
ぐらぐり
声 - 根谷美智子
カードセンセの飼っている亀。青嵐の輝石の力が宿っており、言葉を喋ることができる。長生きしているようで、言葉は老人くさい台詞を言う。
普段はトアル小の理科室で飼育されているが、休み期間中は自宅アパートに居る。カードセンセには「師匠」、メガネコからは「大師匠」と呼ばれる。メガネコにバトスピを教えてくれる恩師。カードセンセの俳句を点数で評価する。
バシンたちが小学校を卒業した後、カードセンセと共に姿を消す。のちに再び姿を現し、ウチュウチョウテン王カップに向けてバシンたちとバトスピ特訓を行った。

### バトスピTV
女子アナ
声 - 福圓美里（1 - 3話）→高木礼子（4話 -）
作中のテレビ番組「バトスピTV」でバトルスピリッツの実況を担当している。Jのファンでもある。
最終決戦でも実況を担当するが、会場内の物々しさには違和感を覚えていた。マスク人間にされたが、マスク人間が解放された際に解放される。
解説さん
声 - チョー
作中のテレビ番組「バトスピTV」でバトルスピリッツの解説をしている。スマイルのことは知っていたようだが女子アナに言われるまで思い出せなかった。お化けが嫌い。
最終決戦でも解説を担当するが、会場内の物々しさには違和感を覚えていた。マスク人間にされたが、マスク人間が解放された際に解放される。

### サウスピ団
正式名称は「サウザンドスピリッツ団」。子供たちの間で噂になっている謎の組織。そのメンバーは（大半多くのカードバトラーたちから）「ナゾオトナ」の異名で呼ばれる。ウチュウチョウテン王がリーダーを務め、幹部クラスのメンバーは「ナンバーズ（ナンバーズエリート）」と呼び、その一員には「No.」のコードネームが付く。そのなかのメンバーに勝利すると「Xレアカード」や「ハイランカーパス」（大会のシード権）を手に入れることができる。メンバーにはそれぞれ輝石の力を持っている。
最終決戦後、大会指揮権をサワラギグループに譲渡し解散した。
ウチュウチョウテン王 / グレート
声 - 志村知幸
主仕様カード：赤属性
所有Xレアカード：激神皇カタストロフドラゴン、蛮騎士ハーキュリー
バトスピ界に君臨する伝説的絶対王者でサウスピ団のリーダー。
No.9の反乱の際に輝石を奪われるも、No.9敗北後に取り返し、バシンの前でグレートと名乗る。
その正体はバシンの父でもあるトーハ。正体を現した際は輝石に操られていた。
バシンとの決戦では激神皇カタストロフドラゴンを使用しバシンを追い詰めたが、聖皇ジークフリーデンとマジックのコンボの前に敗北した。
音無奇譚 / No.10
トアル町を参照。
ク条キューサク / No.9
声 - 楠大典
主仕様カード：赤属性
所有Xレアカード：龍皇ジークフリード、暴双龍ディラノス、魔龍帝ジークフリード、巨神機トール、凍獣マン・モール、英雄巨人タイタス
ナンバーズエリートの一人で黒いスーツを着ているキザな男。ナンバーズの中心的存在で、スイレンやNo.8を倒すほどの実力を持つ。ただし、輝石の力を使ったキョーカには敗北した（バトルの描写すら無い）。一度ハヤ美をナンパし誘惑しようとしたことがある。
バシンに龍皇ジークフリードを進呈したが、自身も所有している。さらに魔龍帝ジークフリードも所持している。
彼の真の目的はウチュウチョウテン王を裏切り、人類の世界とイセカイ界を繋げて世界の秩序を乱そうと企てる（裏切りの前後で赤いスーツを着ている）。自身の計画のために行動を起こし、独自の戦力としてセビローズを結成。その前後にセブンとマサ子をマスク人間にする。さらにイセカイ界ドームに乗り込んできたエリオット（とキアノ）を魔龍帝ジークフリードで倒して2人をマスク人間にした後、カードセンセ、奇譚もマスク人間にした。
最終決戦ではまずマサ子とタッグを組んでストライカーとスイレンを撃破。さらに敗北したメガネコとキョーカ、同志であるはずのスマイルとセブンも拘束する。ウチュウチョウテン王から輝石を奪い取り、バシンとの最終決戦では巨神機トール、凍獣マン・モール、英雄巨人タイタスを召喚し、さらに魔龍帝ジークフリードも召喚する。「魔龍帝の前にXレアすらも無力」「低級スピリットは使い捨て」とバシンに言い放ったが、聖皇ジークフリーデンの前に敗北。それでもなお抵抗しようとしたが、ウチュウチョウテン王に輝石を奪われる。
敗北後、奇譚の孫弟子にあたることと、ウチュウチョウテン王への嫉妬心から輝石の力に取り付かれ反乱を企てたことが明かされる。奇譚から叱責を受けた後、バシンとウチュウチョウテン王のバトルを見守った。最終決戦後は以前の黒いスーツに戻っており、エリオットが創設したバトスピ学校の教頭となる。
輝石の力から解放された後は、かなり長い期間の記憶を失っており、それまでとは別人のような誠実な性格になっていた。
イノ頭マサコ / No.8
声 - 根谷美智子
主仕様カード：緑属性・紫属性
所有Xレアカード：キングタウロス大公（後にストライカーに進呈）、暴双龍ディラノス（後にバシンに進呈）、魔界七将デストロード、魔界七将パンデミウム
ナンバーズエリートの紅一点でサングラスをかけた褐色肌の女性。ロングヘアーで髪の色は黄緑。かなりの方向音痴なうえに歌音痴。
バシンをフルネームで呼び、本人からは当初「ハイランカーパスのうっかりお姉さん」と呼ばれていたが、後に「No.8のお姉さん」と呼ばれている。ストライカーにXレアのキングタウロス大公、バシンに暴双竜ディラノスを進呈する。
実はカードセンセこと、No.5とは恋人同士であり、彼からは「マーチン」というあだ名で呼ばれている。No.5がサウスピ団を脱退して以来彼とは対立するが、気にかける。かつて彼とデートをしたときに、彼から黄属性のマジックカード「エンジェルボイス」をプレゼントとしてもらい受け、今でも自分のデッキに組み込んで大事にしている。
No.5の失踪後、本人自身はその気はないがNo.9からバシンの監視を命じられ、髪を茶色く染めトアル中学校の音楽教師として赴任。バシンとスマイルの担任となる。のちにメガネコの推挙によりバトスピ部の顧問となる。バシンたちとともにいるうちに打ち解けあってゆく。バシンたちからは「マサコ先生」と呼び、慕われる。夏のチャンピオンシップ大会団体戦でバシンたちの味方をした結果、No.9から監視役失格の拇印を押され、監視任務を解かれてしまう。やがてNo.9との野望を阻止するために一旦日本を離れ、帰国したNo.5の説得により彼と和解し、バシンたちにすべてを打ち明ける。罵倒されるのを覚悟をするが、バシンはそれでも仲間だと受け入れてくれた。
No.5との和解後は1人で旅をしていたが捕らえられてしまい、マスク人間にされる。しかしJとスピードスターに助けられ、バシンのバトルを見守った。
渡辺ナナ男 / No.7
トアル中学校を参照。
川戸キョーヂ / No.5
トアル町を参照。
スマイル / No.4
声 - 三戸耕三
主仕様カード：黄属性
所有Xレアカード：大天使ミカファール、大天使ヴァリエル
大会のガンスリンガーにおいてJと同率の勝率を誇った謎のカードバトラー。左目を隠す独特の髪が特徴。「ケケケ」が口癖。年齢はバシンより1つ上。ガンスリンガーにおいて圧倒的な強さを誇ることから「ガンスリンガーの魔物」と恐れられる。
その正体はNo.5（カードセンセ）の元教え子であり、ナンバーズエリートの一員。アメリカで活躍していたカードバトラーで、彼とバトルしたカードバトラーは笑えなくなると言われている。幼い時から気が弱く優しい性格だったが、組織での厳しい特訓を経て冷酷な性格へと変貌。それ以来愛情という甘さを全否定している。そしてNo.5の前から立ち去り、その後アメリカで死んだとメンバーの間で扱われていた。
密かにJに近づき、サウスピ団のメンバーに勧誘する。その目的はJの力を利用して組んでウチュウチョウテン王を倒すことであり、Jをバシンたちから仲間割れさせ引き離し、うまく口説かせた結果Jは承諾し、自分と同じ道を歩ませる。
29話からはバシンと同じクラスとなり、部活はバトスピ部に所属することになるが、ユーレイ部員。
Jがサウスピ団を退団した後もサウスピ団に残りNo.9の計画にも加担する。また、No.9以外のナンバーズエリートでは唯一マスク人間ではない。最終決戦ではNo.9のやり方に異を唱えてセブンのマスクを外してバシンとJのタッグに挑み、大天使ヴァリエルの効果を使って追い詰めるも、聖皇ジークフリーデンの前に敗北。No.9によって拘束されるがJとスピードスターに助けられ、バシンのバトルを見守った。
キアノ・S・澤ラギ / No.3
サワラギグループを参照。
マイケル・エリオット / No.2
声 - 茶風林
主仕様カード：白属性・紫属性
所有Xレアカード：凍獣マン・モール、魔界七将パンデミウム
ナンバーズエリートのメンバーで禿頭のアメリカ人男性。エキセントリックなファッションが特徴。後にキアノと共謀してトナリ中学校を買収する。
京都でのバトスピ大会ではストライカーと対峙し敗北。彼にNo.8の正体について教えた。その後キアノがサウスピ団を退団するのと同時にサウスピ団を退団した。
No.9がサウスピ団を裏切った際にはエリオットと共にNo.9の元へ向かい彼とバトルするも敗北。No.9に捕らえられマスク人間にされる。しかしJとスピードスターに助けられ、バシンのバトルを見守った。最終決戦後はJ・キューサクと共にアメリカへと旅立った。
バトスピのゲームデザイン原案を担当したマイケル・エリオット本人がモデル。
マッチョ
声 - 三宅健太
サウスピ団のメンバーでゴーグルをつけている巨漢の男。バシンとは何度か遭遇しているが存在すら忘れられている。
アマデ・ウス
声 - 四反田マイケル
サウスピ団のメンバーでラッパーのような喋り方をする男。ラップのノリでバシンのような音感の悪い人間以外は操ることができる。バトスピでは自分のスピリットを「駒」と割り切っており、そのような考えはバシンからは否定されている。
ショーロウ和尚
声 - 長嶝高士
主仕様カード：緑属性
所有Xレアカード：蛮騎士ハーキュリー
バシン達が合宿で訪れた「ショーロウ寺」の和尚。虚無僧姿で正体を隠しストライカーとバトルした後、複数枚所有していた蛮騎士ハーキュリーの内の一枚を彼に進呈した。
奇譚とは旧知の仲であり、No.5やNo.8もかつて彼の指導を受けた。

### その他・ゲスト
括弧内は出演話数。
- マサル・タケル：（声）高木礼子
- ストライカーの母：（声）手塚ちはる
- ストライカーの父：（声）麻生智之
- ボーズ：（声）比嘉久美子
- 委員長：（声）洞内愛
- Jの主治医：（声）稲田徹（5、6話）
- 学年主任：（声）松岡美佳（20話）
- Jもどき／元キ ジュン：（声）野島健児（38、39話）
- メガネコの母：（声）萩森侚子（45話）

### 小説版の登場人物
折場（オリバ）
主属性：黄属性
小学6年生の少年。呪われた輝石を手に入れてしまう。

### ゲーム版の登場人物
霧笛 セイヤ（むてき セイヤ）
声 - 井上麻里奈
ゲーム版の主人公。
レンゲ
声 - 戸松遥
ゲーム版のヒロイン。

## 作中用語
バトルスピリッツ
この世界で流行しているブランドカードゲームの総称で愛称「バトスピ」。作品世界では子どもだけでなく大人、男女年齢問わず流行しており、世界大会も存在する。
輝石（きせき）
選ばれしスピカードバトラーが持つイセカイ界でスピリットを召喚させカードバトルができる特別な力を秘めている石。輝石を持つ互いのカードバトラーがカードバトルを行うという気持ちが高まると光って共鳴する。輝石を持つカードバトラーたちが飼うペットに同じ石が付いており、バトスピに関する知識が豊富な生き物に変貌させ、翻訳させることができる。
イセカイ界
現実の世界とは異なり、輝石のバトスピカードバトラーだけが出入りを許される次元の世界。そこには天空に舞う巨大なコロシアム型のバトルフィールドが存在し、そのなかでスピリットを召喚させカードバトルを行うことができる。「ゲートオープン・界放!!」という言葉を合言葉に、その世界へと瞬時に移動する。
ナゾクーカン
セブンが見つけたイセカイ界に酷似した空間。イセカイ界と違い空は夜になっている。
Xレアカード
ナゾオトナを倒すと貰えると言われているレアカード。
チャンピオンシップ
バトスピの大会の名称。春夏秋冬、年に4回は行われるようである。
ハイランカーパス（HIGH RANKER PASS）
チャンピオンシップの決勝トーナメントへのシード権。ナゾオトナと遭遇してカードバトルを行い、彼らを倒せば進呈される。現在レギュラー陣の中ではバシン、J、スイレン、ストライカーの4名が所有している。
ガンスリンガー（GUNSLINGER）
大会の予選。総当りのリーグ戦を行い勝率の高いカードバトラーが決勝に進出できる。
タッグバトル
二人一組で行われるバトル。ライフは共有。
ブースタードラフトシステム
未開封のブースターパックを使用して行われるバトル。未開封のブースター故に何が出るか分からないため運が重要となる。
バトスピTV
定期的に放送されているバトスピの番組。ゲストとしてJやマイサンシャインが出演することがある。
バトスピセンター
各地地域に存在するバトスピを行うための施設。東名高速道路のサービスエリアにも存在する。
イセカイ界ドーム
バトスピ全国大会開催地。サウスピ団の本拠地ともなっている。
サワラギ美術館
京都に存在するサワラギグループが所有する美術館。しばしばバトスピのイベントが行われる。
スピードスター号
ママ（ハヤ美）が使用するピンクカラーのセダン型タクシー。
奇譚堂
メガネコの祖父が経営する古本屋でメガネコの自宅。トアル町内では有名である。
トアル小学校
物語当初から2クールまでにバシンとメガネコ、ストライカーが通い、カードセンセが勤務する小学校。
トナリ小学校
物語当初から2クールまでにJが通うトナリ町の小学校。
うな牛トンカツスペシャル丼
ハヤ美が作る馬神家オリジナルメニュー。かつてトウハの大好物である。
セビローズ
サウスピ団を離反したNo.9によって組織されたNo.9の部隊。メンバーは全員マスク人間で背広を着ている。
マスク人間
No.9によって黒いマスクをつけられた人たち。黒いマスクによって感情を消されておりNo.9の意のままに行動するが、細かい動作ができないという弱点がある。

## スタッフ
- 企画・アニメーション制作 - サンライズ
- 原作 - 矢立肇
- 監督 - 本郷みつる
- シリーズ構成 - 佐藤大
- 棋譜演出 - 誉田晶子
- キャラクターデザイン・総作画監督 - 下笠美穂
- ゲストキャラクターデザイン - 湯本佳典
- スピリットデザイン - 丸山浩、竹内敦志、石垣純哉、今石進
- ゲストメカデザイン - 山田高裕
- ゲームデザイナー - マイケル・エリオット
- 美術監督 - 吉川洋史
- 2D色彩設計 - 柴田亜紀子
- 撮影監督 - 富田佳宏
- 編集 - 長坂智樹
- 音響監督 - 藤野貞義
- 音楽 - 大谷幸
- 音楽協力 - ランティス、サンライズ音楽出版
- チーフプロデューサー - 宝田寿也、尾崎雅之
- プロデューサー - 川本謙一、古澤文邦
- 制作 - メ〜テレ、サンライズ、ADK

## 主題歌
- レーベル：ランティス

オープニングテーマ
「GO AHEAD!!」（第1話 - 第50話）
作詞・歌 - 及川光博 / 作曲 - TAKURO（GLAY）/ 編曲 - CHOKKAKU
オリコン週間シングルチャート初で最高で25位にランクイン。
エンディングテーマ
「冒険記録」（第1話 - 第26話）
作詞・作曲・歌 - Little Non / 編曲 - 鈴木マサキ
劇中ではマイサンシャインが歌うという設定になっており、エンディングでアイドルアーティストならではのミュージカルコンサートでミュージッククリップにダンスを行いながら熱唱する演出を採り入れた。時折劇中で挿入歌として使われることがある。
「dear-dear DREAM」（第27話 - 第50話）
作詞 - 畑亜貴 / 作曲 - 黒須克彦 / 編曲 - 虹音 / 歌 - マイサンシャイン meets スフィア
マイサンシャインを演じる高垣が属する声優ユニット・スフィアの他メンバー（寿美菜子、戸松遥、豊崎愛生）もコーラスで参加。初期のクレジットでは「マイサンシャイン」のみだった。
挿入歌
「深呼吸」（第17話）
作詞・作曲・歌 - Little Non / 編曲 - 松下典由、Little Non
第一期エンディングテーマとのカップリングで両曲マイサンシャインが歌うという設定となっている。挿入歌を導入するのは「ニチアサキッズタイム」開始以来初めてのことである。
「NEVER SURRENDER」（第33話、第43話、第44話）
作詞・作曲・歌 - 及川光博 / 編曲 - CHOKKAKU
オープニングテーマのカップリングで主にトアル町バトスピセンターの店内に流れる曲として使用。

## 各話リスト
| 話数 | サブタイトル                          | 脚本     | 絵コンテ       | 演出       | 作画監督                 | 総作画監督   | 放送日        |
| ---- | ------------------------------------- | -------- | -------------- | ---------- | ------------------------ | ------------ | ------------- |
| 1    | 正面突破バシン登場!                   | 佐藤大   | 本郷みつる     | 本郷みつる | 石川てつや               | しもがさ美穂 | 2008年 9月7日 |
| 2    | ライバルの名はJ                       | 佐藤大   | 菱田正和       | 河村智之   | 湯本佳典                 | しもがさ美穂 | 9月14日       |
| 3    | 波乱バンジョー授業参観                | 横谷昌宏 | 大庭秀昭       | 村山靖     | 井上善勝 松井誠 服部憲知 | しもがさ美穂 | 9月21日       |
| 4    | アイドルはマイサンシャイン            | 竹内利光 | 靏山修         | 工藤寛顕   | 菊地晃                   | しもがさ美穂 | 9月28日       |
| 5    | 運動会がタイヘンだ                    | 永川成基 | 誉田晶子       | 誉田晶子   | 桜井正明                 | しもがさ美穂 | 10月5日       |
| 6    | カードバトラーのお見舞い              | 宮昌太郎 | 伴山人         | 河村智之   | 高橋晃                   | しもがさ美穂 | 10月12日      |
| 7    | ウルサいトコでオオ騒ぎ                | 浅山祐介 | 本郷みつる     | 池野昭二   | 石川てつや               | -            | 10月19日      |
| 8    | 修学旅行も正面トッパ                  | 横谷昌宏 | 伴山人         | 青柳宏宜   | 湯本佳典                 | -            | 10月26日      |
| 9    | お京の迷Q?                            | 竹内利光 | 村山靖         | 村山靖     | 三井寿                   | しもがさ美穂 | 11月2日       |
| 10   | ダイ迷路でダイ迷惑                    | 永川成基 | 渡辺正樹       | 渡辺正樹   | 江森真理子               | しもがさ美穂 | 11月9日       |
| 11   | バトスピ大作戦                        | 武田無我 | いわもとやすお | 高橋順     | 小田武士                 | しもがさ美穂 | 11月16日      |
| 12   | 招待フメーの正体フメー                | 宮昌太郎 | 誉田晶子       | 誉田晶子   | 鈴木幸江                 | しもがさ美穂 | 11月23日      |
| 13   | 出現ガンスリンガーの魔物!             | 佐藤大   | 錦織博         | 工藤寛顕   | 石川てつや               | -            | 11月30日      |
| 14   | 初ファイナルはナミダのちスマイル      | 佐藤大   | 片山春美       | 池野昭二   | 高橋晃                   | -            | 12月7日       |
| 15   | 難点満点クリスマス                    | 浅山祐介 | 河村智之       | 河村智之   | 湯本佳典                 | -            | 12月14日      |
| 16   | アイボウの消えた日                    | 横谷昌宏 | 伴山人         | 青柳宏宜   | 高橋晃                   | -            | 12月21日      |
| 17   | マイファーストサンシャイン            | 竹内利光 | 渡辺正樹       | 渡辺正樹   | 菊地晃                   | -            | 2009年 1月4日 |
| 18   | 冬ショーメン突破                      | 永川成基 | いわもとやすお | 高橋順     | 小田武士                 | -            | 1月11日       |
| 19   | タッグ痛快ライバルズ                  | 宮昌太郎 | 誉田晶子       | 誉田晶子   | 鈴木幸江                 | -            | 1月18日       |
| 20   | 絶交ちゅーは絶不ちょー                | 武田無我 | 工藤寛顕       | 工藤寛顕   | 高橋晃                   | -            | 1月25日       |
| 21   | マイサンシャインバレンタイン          | 竹内利光 | 池野昭二       | 池野昭二   | 石川てつや               | -            | 2月1日        |
| 22   | ナゾオトナにだってヒミツ              | 横谷昌宏 | 本郷みつる     | 河村智之   | 湯本佳典                 | -            | 2月8日        |
| 23   | ラスト小学生デイズ                    | 永川成基 | 伴山人         | 青柳宏宜   | 池田有                   | -            | 2月15日       |
| 24   | 春のバトスピキイロい嵐                | 浅山祐介 | 渡辺正樹       | 渡辺正樹   | 菊地晃                   | -            | 2月22日       |
| 25   | キラリ輝石の目覚め                    | 宮昌太郎 | いわもとやすお | 高橋順     | 小田武士                 | -            | 3月1日        |
| 26   | サクラの下でバトスピを                | 佐藤大   | 誉田晶子       | 誉田晶子   | 鈴木幸江                 | しもがさ美穂 | 3月8日        |
| 27   | ピンクとアマデウス                    | 竹内利光 | 伴山人         | 工藤寛顕   | 高橋晃                   | しもがさ美穂 | 3月15日       |
| 28   | J、街ろまんの旅                       | 横谷昌宏 | 池野昭二       | 池野昭二   | 石川てつや               | しもがさ美穂 | 3月22日       |
| 29   | ちゅー学ラン・ニュー学ラン            | 佐藤大   | 青柳宏宜       | 青柳宏宜   | 湯本佳典                 | -            | 3月29日       |
| 30   | ハンジョー根性バトスピ部              | 武田無我 | 河村智之       | 河村智之   | 高橋晃                   | しもがさ美穂 | 4月5日        |
| 31   | バトスピを生徒会長と                  | 永川成基 | 渡辺正樹       | 渡辺正樹   | 菊池晃                   | しもがさ美穂 | 4月12日       |
| 32   | スピードスターからの手紙              | 野村祐一 | 伴山人         | 誉田晶子   | 西村聡                   | しもがさ美穂 | 4月19日       |
| 33   | ウィークポイントでコモンを狙え!       | 浅山祐介 | いわもとやすお | 高橋順     | 小田武士                 | -            | 4月26日       |
| 34   | 裏切りの合宿ジャック                  | 宮昌太郎 | 伴山人         | 工藤寛顕   | 高橋晃                   | -            | 5月3日        |
| 35   | Sテストもオヤジもショーメントッパ     | 菅正太郎 | 池野昭二       | 池野昭二   | 鈴木幸江                 | -            | 5月10日       |
| 36   | 熱血バトスピ部・京へ                  | 永川成基 | 河村智之       | 河村智之   | 石川てつや               | -            | 5月17日       |
| 37   | アイボウたちのスピリット              | 横谷昌宏 | まついひとゆき | 青柳宏宜   | 高橋晃                   | しもがさ美穂 | 5月24日       |
| 38   | プールでループ・激流                  | 竹内利光 | 渡辺正樹       | 渡辺正樹   | 湯本佳典                 | -            | 5月31日       |
| 39   | チーム対抗ダイ熱戦・開幕?             | 武田無我 | 誉田晶子       | 誉田晶子   | 菊池晃                   | しもがさ美穂 | 6月7日        |
| 40   | 突破・ファミリーとチームの間で        | 宮昌太郎 | いわもとやすお | 高橋順     | 小田武士                 | -            | 6月14日       |
| 41   | 対決・黒い騎士と女王を絶タイ絶メイに  | 永川成基 | 寺岡厳         | 工藤寛顕   | 西村聡                   | -            | 6月28日       |
| 42   | 決着・ジャックの夜に死と再生を        | 菅正太郎 | 本郷みつる     | 池野昭二   | 高橋晃                   | -            | 7月5日        |
| 43   | 復活の師匠はブルーコメット            | 横谷昌宏 | 河村智之       | 河村智之   | 鈴木幸江                 | -            | 7月19日       |
| 44   | 波ノリ太陽ストライカー                | 竹内利光 | 渡辺正樹       | 渡辺正樹   | 石川てつや               | -            | 7月26日       |
| 45   | 夏ショーメン突破                      | 野村祐一 | まついひとゆき | 工藤寛顕   | 高橋晃                   | -            | 8月2日        |
| 46   | Sキセキ6人・決勝前夜のゆくえフメー    | 武田無我 | 誉田晶子       | 誉田晶子   | 菊池晃                   | -            | 8月9日        |
| 47   | ショーメン突破ショータイム・開演!     | 佐藤大   | いわもとやすお | 高橋順     | 小田武士                 | -            | 8月16日       |
| 48   | 最キュー敵ナイン・最キョーのバトル    | 佐藤大   | 池野昭二       | 池野昭二   | 西村聡                   | -            | 8月23日       |
| 49   | ライフで受けろ!ギラリ輝石の決着!      | 佐藤大   | 河村智之       | 河村智之   | 鈴木幸江                 | しもがさ美穂 | 8月30日       |
| 50   | 奇蹟のカードバトラー・正面突破バシン! | 佐藤大   | 本郷みつる     | 本郷みつる | 菊池晃 湯本佳典          | しもがさ美穂 | 9月6日        |

## 放送局
| 放送地域       | 放送局           | 放送期間                    | 放送日時           | 系列                          | 備考             |
| -------------- | ---------------- | --------------------------- | ------------------ | ----------------------------- | ---------------- |
| 中京広域圏     | メ〜テレ         | 2008年9月7日 - 2009年9月6日 | 日曜 7:00 - 7:30   | テレビ朝日系列                | 制作局           |
| 北海道         | 北海道テレビ     | 2008年9月7日 - 2009年9月6日 | 日曜 7:00 - 7:30   | テレビ朝日系列                | 同時ネット       |
| 青森県         | 青森朝日放送     | 2008年9月7日 - 2009年9月6日 | 日曜 7:00 - 7:30   | テレビ朝日系列                | 同時ネット       |
| 岩手県         | 岩手朝日テレビ   | 2008年9月7日 - 2009年9月6日 | 日曜 7:00 - 7:30   | テレビ朝日系列                | 同時ネット       |
| 宮城県         | 東日本放送       | 2008年9月7日 - 2009年9月6日 | 日曜 7:00 - 7:30   | テレビ朝日系列                | 同時ネット       |
| 秋田県         | 秋田朝日放送     | 2008年9月7日 - 2009年9月6日 | 日曜 7:00 - 7:30   | テレビ朝日系列                | 同時ネット       |
| 山形県         | 山形テレビ       | 2008年9月7日 - 2009年9月6日 | 日曜 7:00 - 7:30   | テレビ朝日系列                | 同時ネット       |
| 福島県         | 福島放送         | 2008年9月7日 - 2009年9月6日 | 日曜 7:00 - 7:30   | テレビ朝日系列                | 同時ネット       |
| 関東広域圏     | テレビ朝日       | 2008年9月7日 - 2009年9月6日 | 日曜 7:00 - 7:30   | テレビ朝日系列                | 同時ネット       |
| 新潟県         | 新潟テレビ21     | 2008年9月7日 - 2009年9月6日 | 日曜 7:00 - 7:30   | テレビ朝日系列                | 同時ネット       |
| 長野県         | 長野朝日放送     | 2008年9月7日 - 2009年9月6日 | 日曜 7:00 - 7:30   | テレビ朝日系列                | 同時ネット       |
| 静岡県         | 静岡朝日テレビ   | 2008年9月7日 - 2009年9月6日 | 日曜 7:00 - 7:30   | テレビ朝日系列                | 同時ネット       |
| 石川県         | 北陸朝日放送     | 2008年9月7日 - 2009年9月6日 | 日曜 7:00 - 7:30   | テレビ朝日系列                | 同時ネット       |
| 近畿広域圏     | 朝日放送         | 2008年9月7日 - 2009年9月6日 | 日曜 7:00 - 7:30   | テレビ朝日系列                | 同時ネット       |
| 広島県         | 広島ホームテレビ | 2008年9月7日 - 2009年9月6日 | 日曜 7:00 - 7:30   | テレビ朝日系列                | 同時ネット       |
| 山口県         | 山口朝日放送     | 2008年9月7日 - 2009年9月6日 | 日曜 7:00 - 7:30   | テレビ朝日系列                | 同時ネット       |
| 香川県・岡山県 | 瀬戸内海放送     | 2008年9月7日 - 2009年9月6日 | 日曜 7:00 - 7:30   | テレビ朝日系列                | 同時ネット       |
| 愛媛県         | 愛媛朝日テレビ   | 2008年9月7日 - 2009年9月6日 | 日曜 7:00 - 7:30   | テレビ朝日系列                | 同時ネット       |
| 福岡県         | 九州朝日放送     | 2008年9月7日 - 2009年9月6日 | 日曜 7:00 - 7:30   | テレビ朝日系列                | 同時ネット       |
| 長崎県         | 長崎文化放送     | 2008年9月7日 - 2009年9月6日 | 日曜 7:00 - 7:30   | テレビ朝日系列                | 同時ネット       |
| 熊本県         | 熊本朝日放送     | 2008年9月7日 - 2009年9月6日 | 日曜 7:00 - 7:30   | テレビ朝日系列                | 同時ネット       |
| 大分県         | 大分朝日放送     | 2008年9月7日 - 2009年9月6日 | 日曜 7:00 - 7:30   | テレビ朝日系列                | 同時ネット       |
| 鹿児島県       | 鹿児島放送       | 2008年9月7日 - 2009年9月6日 | 日曜 7:00 - 7:30   | テレビ朝日系列                | 同時ネット       |
| 沖縄県         | 琉球朝日放送     | 2008年9月7日 - 2009年9月6日 | 日曜 7:00 - 7:30   | テレビ朝日系列                | 同時ネット       |
| 福井県         | 福井放送         | 不明                        | 水曜 15:30 - 16:00 | 日本テレビ系列 テレビ朝日系列 | 遅れネット       |
| 日本全域       | アニマックス     | 不明                        | 木曜 18:30 - 19:00 | アニメ専門BS/CS放送           | リピート放送あり |

### 演出
エンディングでは前期、後期ともにマイサンシャインが主役となり、監督の本郷みつるによる意向演出作風であるミュージッククリップ映像が盛り込まれている。前作と同じようにエンディング後にミニコーナーが挿入されている。オープニングでは映像カットの変更はなし。
劇中に静止画の多用も特徴。
アバンタイトルの注意事項と、北沢力がナレーションするあらすじ（第27話で廃止）を行ってからオープニングに入り、その後CMに入った後プロローグは行わずしてサブタイトルに入って本編を流すという従来で古典的な構成になっている。最終話ではオープニングとエンディング流す中とその後で本編を行う演出を行った。
第37話のみ、アバンタイトルの注意事項がなく、スイレンが視聴者プレゼント賞品のために応募方法の予告を行っていた。この時、スイレンがマイサンシャインへと変身するというバンク演出映像を図っていた。
オープニングは春のニチアサキッズタイムでは堂真理子と佐々木亮太（いずれも当時テレビ朝日アナウンサー）とギャラクシー渡辺が登場する特別バージョンだった。

### ニチアサキッズ合体スペシャル
2008年10月12日に放送された「ニチアサキッズタイム」のプレゼント企画、「ニチアサキッズ合体スペシャル」にてバシンとともに他の3番組のキャラクターが登場した。ただし、諸事情により対象外となった山形テレビと静岡朝日テレビでは裏送りにより通常版の体裁での放送となった。詳しくは、ニチアサキッズタイムを参照。

### バトスピ講座
エンディング終了後に毎回行われるバトルスピリッツに関して解説するコーナーで、アイボウとお京の2匹が解説を担当する。第1話のみバシンが登壇し、解説を担当した。

## ショートムービー
超劇場版ケロロ軍曹を見に行くぞ!の巻
2009年3月に劇場公開された『超劇場版ケロロ軍曹 撃侵ドラゴンウォリアーズであります!』での入場者プレゼントとして特製プロモカード「ケロロドラゴン」（デザインは原作者の吉崎観音が担当）がプレゼントされ、その記念として本作のショートムービーが約5分間の尺で同時上映された。劇中では配布されたそのプロモカードのスピリットの活躍を描かれている。その中でも、丸眼鏡着用のメガネコが映画館での注意事項のナレーターを担当。
あらすじ
「超劇場版ケロロ軍曹」を仲良く見にきたバシンとメガネコ、アイボウ一行。上映時間前に少しバトスピをやりたいと言って落ち着きがないバシン。するとそこにJが現れ、二人は意気投合でイセカイ界でカードバトルを開始する。

## 映像ソフト化
- 本編のDVDは2009年2月27日から2010年1月29日にかけて発売。全17巻で各巻3話（1巻のみ2話）ずつ収録。

## 漫画版
藤異秀明によるコミカライズ版が「ケロケロエース」（角川書店）で連載された。アニメ版とは違い、作者の持ち味を活かした作風になっている。

### ストーリー
原作と同じくバシンがバトスピの頂点を目指すことが一致しているが、展開はオリジナル。
バトルスピリッツ。これはその頂点を目指す少年・馬神トッパ（以下バシン）の物語である。ある日バトスピ大会のエントリーに向かうバシンだったが、うっかり寝坊しエントリーし損なってしまう。そしてその帰り、道で行き倒れになっていた青年に出会い、輝石と何も描かれていないカードをもらう。
そしてそこから、バシンの真のバトルスピリッツが始まる。

### 登場人物（漫画）
ここでは、漫画（漫画版オリジナル以外）での設定について記す。

### 主要人物
バシン / 馬神トッパ
主仕様カード：赤
所有Xレア：龍皇ジークフリード
主人公。戦い方はアニメ版と同じく正面突破。炭酸飲料が嫌い。
ある日青年に貰ったカードを狙ったナゾオトナとのバトルにより、輝石の持ち主としての能力に目覚める。
J / ジュリー澤ラギ
主仕様カード：白
所有Xレア：巨神機トール
全戦全勝の天才カードバトラー。牛乳が嫌い。
冷静沈着な性格。アニメとは違い、最初から色の違うカード（例：赤のダブルドロー）を入れている。
ストライカー / ノ原カケル
主仕様カード：緑
所有Xレア：キングタウロス大公
バシンの親友。
度が過ぎたマイサンシャインのファンで、CDが発売されたとき、放送室をジャックしヘビーローテーションで一日中聞いた程（バシンいわく、キャラが変わる）。
スイレン / マイサンシャイン
主仕様カード：紫
所有Xレア：魔界七将デスペラード
謎の美少女カードバトラー。その正体はスーパーアイドル、マイサンシャイン。
唯一自分（マイサンシャイン）興味を示さないバシンにショックを受け、正体を明かす（彼だけが正体を知っている）。

## 小説版
バトルスピリッツ ショーメン探偵団!
原作：矢立肇 著：浜崎達也 絵：藤異秀明 監修：SUNRISE
ストーリー
澤ラギ美術館にて、Jは保管室に置かれたある一つの秘密の宝石が消えていたことに気づいた。その宝石とは、「呪われた輝石」。そして事件はトアル町で起きる。
ある日バシンとメガネコが通うトアル小学校にて、メガネコは自分たちのクラスは20人のはずが、突如21人目のクラスメイトが存在していることに気がづく。しかしメガネコ以外誰も気づいていない。その21人目のクラスメイト、折場（オリバ）が現れたことにより、次から次へと校内で起こる怪奇現象がバシンとメガネコに襲い掛かる。